# Powiat siedlecki (1810–1975)

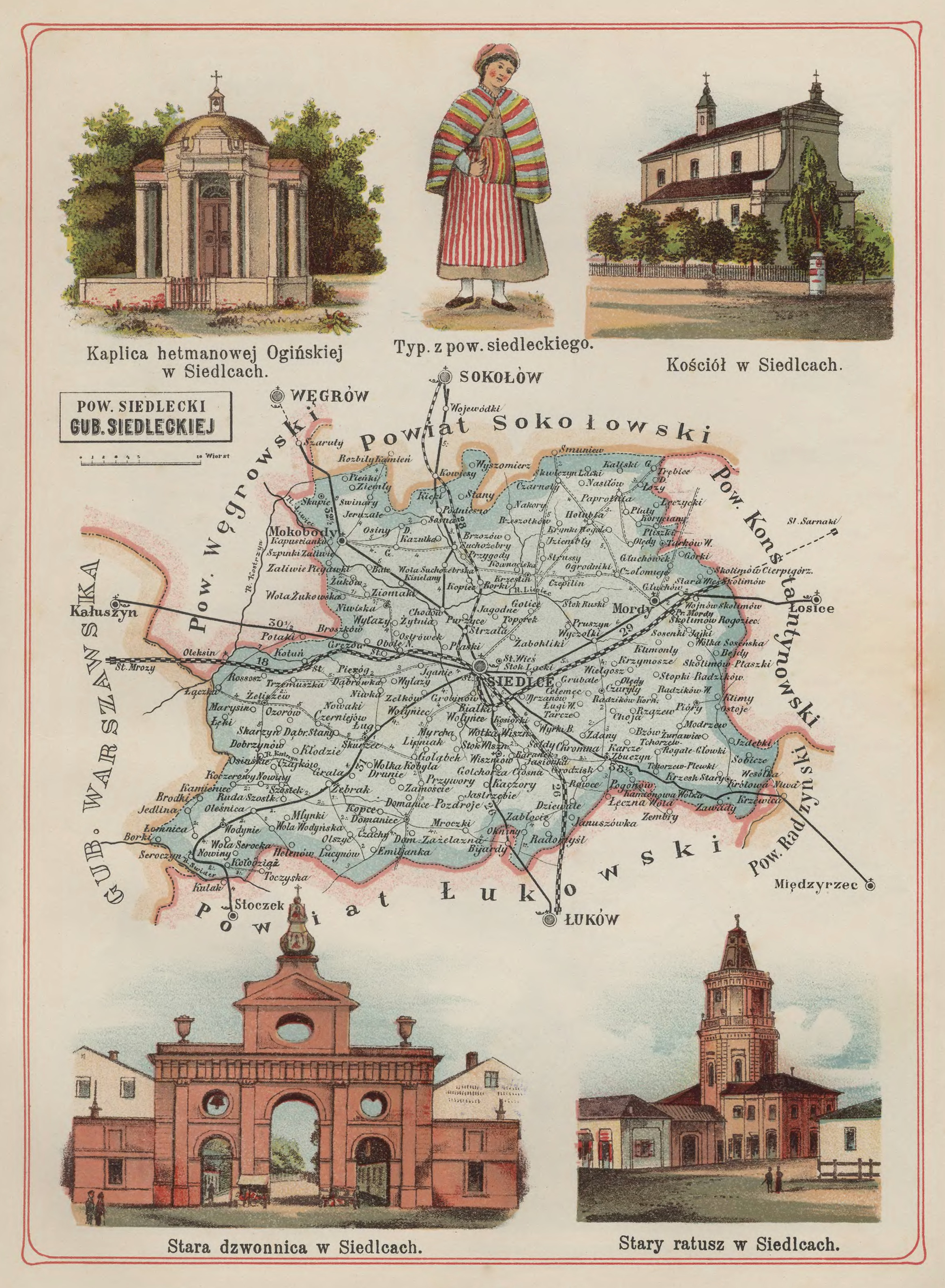
Powiat siedlecki w 1907

Powiat siedlecki został utworzony w wyniku przyłączenia w 1809 ziem Galicji Zachodniej do Księstwa Warszawskiego. Na mocy dekretu królewskiego z dnia 17 kwietnia 1810 utworzony został nowy Departament siedlecki podzielony na 9 powiatów - w tym siedlecki. Powiat siedlecki w okresie 1810-1975 wielokrotnie zmieniał przynależność w ramach kolejnych reform administracyjnych. Zlikwidowany został w ramach reformy administracyjnej w 1975.
Po likwidacji powiatu, z dniem 1 czerwca 1975 jego obszar znalazł się w całości na terenie nowo utworzonego województwa siedleckiego.
W 1999 reaktywowany powiat siedlecki znalazł się w nowo utworzonym województwie mazowieckim.

## Przynależność według podziału administracyjnego kraju
- Od 17 kwietnia 1810 do 15 stycznia 1816 w departamencie siedleckim w Księstwie Warszawskim, a od 1815 w Królestwie Kongresowym
- Od 16 stycznia 1816 do 1837 w województwie podlaskim
- Od 1837 do 1844 w guberni podlaskiej (zabór rosyjski)
- Od 1844 do 1866 w guberni lubelskiej
- Od 1867 do 1912 w guberni siedleckiej
- Od 1912 do 1915 w guberni lubelskiej
- Od 1915 do 1918 w Generał-Gubernatorstwie Warszawskim (okupacja niemiecka)
- Od 1918 do 1939 w województwie lubelskim
- Od 1939 do 1944 w Dystrykcie warszawskim Generalnego Gubernatorstwa (okupacja niemiecka)
- Od 1944 do 1949 w województwie lubelskim
- Od 1949 do 1975 w województwie warszawskim

## Sąsiednie powiaty
Powiat siedlecki graniczył z powiatami: mińskim, sokołowskim, węgrowskim, łukowskim, konstantynowskim (do 1932), radzyńskim (od 1932), bialskim (od 1932) i bialskim (od 1932). W 1950 roku z powiatu wydzielono miasto Siedlce.